# Chaca chaca
Chaca chaca är en fiskart som först beskrevs av Hamilton 1822.  Chaca chaca ingår i släktet Chaca och familjen Chacidae. IUCN kategoriserar arten globalt som livskraftig. Inga underarter finns listade i Catalogue of Life.